# Trigger Man
Pour les articles homonymes, voir Triggerman.
Trigger Man est un jeu vidéo de tir à la troisième personne développé par Point of View, Inc. et édité par Crave Entertainment, sorti en 2004 sur GameCube, PlayStation 2 et Xbox.

## Accueil
Le jeu a reçu un mauvais accueil de la presse spécialisée :
- GameSpot : 4,2/10[1]
- IGN : 2/10[2]